# Morellia aenescens
Morellia aenescens är en tvåvingeart som beskrevs av André Jean Baptiste Robineau-Desvoidy 1830. 
Morellia aenescens ingår i släktet Morellia och familjen husflugor. Arten är reproducerande i Sverige. Inga underarter finns listade i Catalogue of Life.